# Piz Gannaretsch
Der Piz Gannaretsch ist ein 3039,6 m ü. M. hoher Berggipfel in den Adula-Alpen im Kanton Graubünden in der Schweiz. Auf älteren Karten trägt er den Namen Piz Ganneretsch.
Er liegt auf einer nord-südlich verlaufenden Bergkette, die zugleich die Gemeindegrenze zwischen Medel und Tujetsch bildet. Der Gipfel selbst liegt jedoch rund 80 Meter innerhalb der Gemeinde Medel. Westlich liegt das Val Nalps, östlich das Val Medel. Auf dem Bergkamm befindet sich nördlich davon der Piz Gierm (2940 m ü. M.), südwestlich der Piz Vatgira (2982 m ü. M.). An der Nordwestflanke erstreckt sich der Gannaretschgletscher (Glatscher da Gannaretsch).
Die Erstbesteigung erfolgte 1895 durch Ernst Amberg und Anton Züblin.